# Giovanni Semerano (chimico)
Giovanni Semerano (Palmi, 23 gennaio 1907 – Padova, 1º ottobre 2003) è stato un chimico italiano.

## Biografia
Nato a Palmi nel 1907, Giovanni Semerano si laureò in chimica a Padova nel 1929 con una tesi che rappresentava l'introduzione in Italia del metodo polarografico di Jaroslav Heyrovský (premio Nobel nel 1959) e M. Shikata. Iniziò la sua carriera a Padova come allievo di A. Miolati presso l'Università di Padova. Raccolse l'eredità scientifica del maestro succedendogli nel 1938 nella prima cattedra di Chimica Fisica istituita nel 1932. Nel 1961 si trasferì alla cattedra di Chimica Generale ed Inorganica dell'Università di Bologna, che ricoprì fino al 1978. Semerano svolse un ruolo internazionale di primo piano nello sviluppo della polarografia convenzionale ed oscillografica e dei suoi aspetti analitico strumentali, ma si dedicò con successo allo sviluppo di numerosi altri campi della Chimica Fisica.
Apportò contributi importanti nei campi della statica chimica dei gas reali, dei radicali liberi e di altre specie molecolari labili, della dinamica chimica (specialmente di processi elettrodici), della fotografia scientifica e della chimica delle interfasi. Altri campi coltivati riguardarono la chimica dei siliconi, la spettroscopia ottica e a radiofrequenza, la radioelettrochimica, la chimica e fisica delle macromolecole, la fotochimica e la chimica delle radiazioni. Con i suoi numerosi allievi, affermatisi presso l'Università di Padova, l'Università di Bologna, l'Università di Perugia e l'Università di Catania, formò una scuola di ricercatori e li avviò verso moderne tematiche di studio, senza mai trascurarne i possibili risvolti applicativi.
I lavori pubblicati dai laboratori scientifici da lui istituiti e diretti ammontano a circa 2000, dei quali solo circa 200 portano il suo nome (era infatti restio a firmare i lavori dove non riteneva di avere contribuito in larga misura). Si interessò sempre ai problemi della didattica chimica e promosse varie iniziative e sperimentazioni nel settore. Diede una attenzione pionieristica e particolare alla documentazione bibliografica, specialmente nel campo della polarografia. La sua attività manageriale è stata ampia e vivace. Promosse e diresse varie istituzioni universitarie e di altro tipo, quali centri di studio, scuole di specializzazione, corsi estivi e nuovi organi di ricerca dell'Università e del CNR [tra questi ultimi istituì e diresse il Centro di Spettroscopia a Radiofrequenza (microonde) dal 1959 al 1963, il Centro di Chimica delle Radiazioni e dei Radioelementi, sezione III, dal 1963 al 1968, il Laboratorio (ora Istituto) di Fotochimica e Radiazioni di Alta Energia dal 1968 al 1976 ed il Centro di Fisica Macromolecolare dal 1963 al 1968.
Si fece anche promotore di sollecitazioni e critiche agli organi di governo accademici e statali in favore di riforme, snellimenti burocratici e miglioramenti in genere delle strutture didattiche e di ricerca. Fu socio dell'Accademia dei Lincei, dell'Accademia dei XL, dell'Istituto Veneto e delle Accademie Galileiane di Padova e Bologna.
Morì a Padova il 1º ottobre 2003.